# Jane Maria Atkinson
Jane Maria Atkinson (née Richmond, 15 septembre 1824 - 29 septembre 1914), est une féministe et écrivaine en Nouvelle-Zélande. Elle est la première femme Pakeha à gravir le mont Taranaki/Egmont.

## Jeunesse
Maria Atkinson naît à Londres. C'est la fille cadette de Christopher Richmond, avocat du Middle Temple, et de Maria Lely Wilson. Maria Atkinson grandit dans une maison Unitarienne. La mort prématurée de son père place la famille dans une situation financière délicate. Elle est éduquée dans une école pour jeunes filles à Highgate et par sa famille. Dans sa correspondance avec une amie d'enfance, Margaret Taylor, elle évoque l'inutilité des femmes dépendantes et le besoin de les éduquer davantage.  

## Nouvelle-Zélande
En octobre 1850, son jeune frère part explorer New Plymouth pour y envisager l'installation de sa famille. En prévision de sa future vie dans une ferme, Maria Atkinson se rend au Cheshire pour apprendre la fabrication des fromages. À l'âge de 28 ans, Maria part avec sa famille en Nouvelle-Zélande et les familles Hursthouse, Richmonds et Ronalds. Maria et Arthur Samuel Atkinson tombent amoureux lors du voyage d'Angleterre à la Nouvelle-Zélande. Les familles arrivent à Auckland le 25 mai 1853. Elles s'installent ensuite dans la nouvelle colonie de New Plymouth. Maria et Arthur se marient le 30 décembre 1854.   
La famille s'installe à Hurworth jusqu'en 1860. Outre l'exploitation de leur ferme, les Atkinson publient la revue The Aspective Review et sont connus localement comme les « literary bushmen ». En 1860, un conflit éclate entre les Maori et les Britanniques qui souhaitent s'approprier leurs terres. Arthur s'engage comme volontaire aux côtés des anglais et la famille change plusieurs fois de résidence. Pendant la guerre, revenue à Hurworth, Maria tient le rôle traditionnel de femme au foyer et de mère pionnière. Elle élève ses cinq enfants ainsi que plusieurs autres dans des conditions difficiles avant de partir s'installer à Nelson en 1867. Fin 1871, Arthur, après avoir suivi des études de droit devient associé dans un cabinet de juristes et acquiert Fairfield House. Maria s'investit dans la communauté. Elle ouvre une école à Fairfield et fait campagne pour la création d'une université pour les filles. Lorsque Nelson College for Girls ouvre en 1883, les Atkinson accueillent dans leur maison le personnel de la faculté. Maria Atkinson anime un groupe de débats, participe au mouvement pour la tempérance et en 1893 s'engage pour promouvoir le suffrage féminin,.  

## Liens complémentaires
- (en) Frances Porter, Born to New Zealand: A Biography of Jane Maria Atkinson, Wellington, Allen & Unwin / Port Nicholson Press, 1989 (ISBN 978-0-04-614008-3)
- (en) Atkinson, Jane Maria, 1824-1914, National Library of New Zealand (lire en ligne)

- Notice dans un dictionnaire ou une encyclopédie généraliste :   - Dictionary of New Zealand Biography
- Notices d'autorité :   - VIAF
  - ISNI
  - LCCN
  - Pays-Bas
  - Israël
  - WorldCat